# عبد الرحمن بن أبي الموال
عبد الرحمن بن أبي الموالي أبو محمد المدني، من أئمة الحديث الثقات، وصفه الذهبي بـ"الإمام، الثقة"، وهو مولى الإمام علي بن أبي طالب، قال قتيبة: مات سنة ثلاث وسبعين ومئة.

## روايته للحديث النبوي
- روى عن: إبراهيم بن سريع الأنصاري مولى ابن زرارة، وأيوب بن الحسن بن علي بن أبي رافع، والحسن بن علي بن محمد بن علي بن أبي طالب المعروف جده بابن الحنفية والحسين بن علي بن الحسين بن علي بن أبي طالب، وشيبة بن نصاح المقرئ، وعبد الله بن أبي بكر بن محمد بن عمرو بن حزم، وعبد الله بن حسن بن حسن بن علي بن أبي طالب، وعبد الرحمن بن أبي عمرة الأنصاري، وعبيد الله بن عبد الرحمن بن موهب، وعلي بن حسن بن حسن بن علي بن أبي طالب، وعمرو بن أبي مسلم، وفائد مولى عبادل ، ومحمد بن سليمان الكرماني، وأبي جعفر محمد بن علي بن الحسين بن علي بن أبي طالب، ومحمد بن كعب القرظي، ومحمد بن مسلم بن شهاب الزهري، ومحمد بن المنكدر ، ومحمد بن موسى الفطري، وموسى بن إبراهيم بن أبي ربيعة المخزومي، وموسى بن محمد بن حاطب الجمحي.

- روى عنه: إسحاق بن إبراهيم الحنيني، وإسحاق بن عيسى ابن الطباع، وخالد بن مخلد القطواني، وزياد بن يونس، وزيد بن الحباب، وسعيد بن أبي مريم، وسفيان الثوري وهو من أقرانه، وعبد الله بن المبارك وعبد الله بن مسلمة القعنبي، وعبد الله بن وهب، وعبد الرحمن بن مقاتل خال القعنبي، وعبد العزيز بن عبد الله الأويسي، وعبد الملك بن إبراهيم الجدي، وعبد الملك بن مسلمة المصري، وعثمان بن عبد الرحمن شيخ لإسحاق بن الأخيل، وعقبة بن عبد الله البصري، وقتيبة بن سعيد، ومحمد بن عمر الواقدي، ومحمد بن عيسى ابن الطباع، ومطرف بن عبد الله اليساري المدني، ومعلى بن منصور الرازي، ومعن بن عيسى القزاز ، ومنصور بن سلمة الخزاعي، ومنصور بن أبي مزاحم، ويحيى بن حسان التنيسي ، ويحيى بن صالح الوحاظي، ويحيى بن يحيى النيسابوري، وأبو سعيد مولى بني هاشم، وأبو عامر العقدي.

## ثناء العلماء عليه
- قال أبو أحمد بن عدي الجرجاني: «مستقيم الحديث والذي أنكر عليه حديث الاستخارة وقد روى حديث الاستخارة غير واحد من أصحاب النبي ﷺ كما رواه ابن أبي الموال».
- وقال أبو القاسم بن بشكوال: «شيخ ثقة».
- وقال أبو حاتم الرازي: «لا بأس به، وهو أحب إلى من أبي معشر».
- وقال أبو حفص عمر بن شاهين: «ثقة».
- وقال أبو داود السجستاني: «ثقة».
- وقال أبو زرعة الرازي: لا بأس به، صدوق.
- وقال أبو عيسى الترمذي: «ثقة».
- وقال أحمد بن حنبل: «لا بأس به، ومرة: ثقة».
- وقال أحمد بن شعيب النسائي: «ليس به بأس، ومرة: ثقة».
- وقال ابن حجر العسقلاني: «صدوق ربما أخطأ، ومرة: أخرج البخاري حديثا من أفراده والخطب فيه سهل وقد احتج به البخاري وأصحاب السنن».
- وقال الذهبي: «ثقة».
- وقال عبد الرحمن بن يوسف بن خراش: «صدوق».
- وقال مصنفوا تحرير تقريب التهذيب: «ثقة، اتفق العلماء على توثيقه».
- وقال يحيى بن معين: صالح، ومرة: «ثقة».